# Економіка Гетьманщини
Протягом усього періоду існування (1649–1764 рр.) Козацько-гетьманської держави, її економіка залишалася переважно аграрно-феодальною, хоча були помітними загальноєвропейські тенденції по збільшенню кількості мануфактур та частки промисловості у галузевій структурі ВВП.

## Сільське господарство

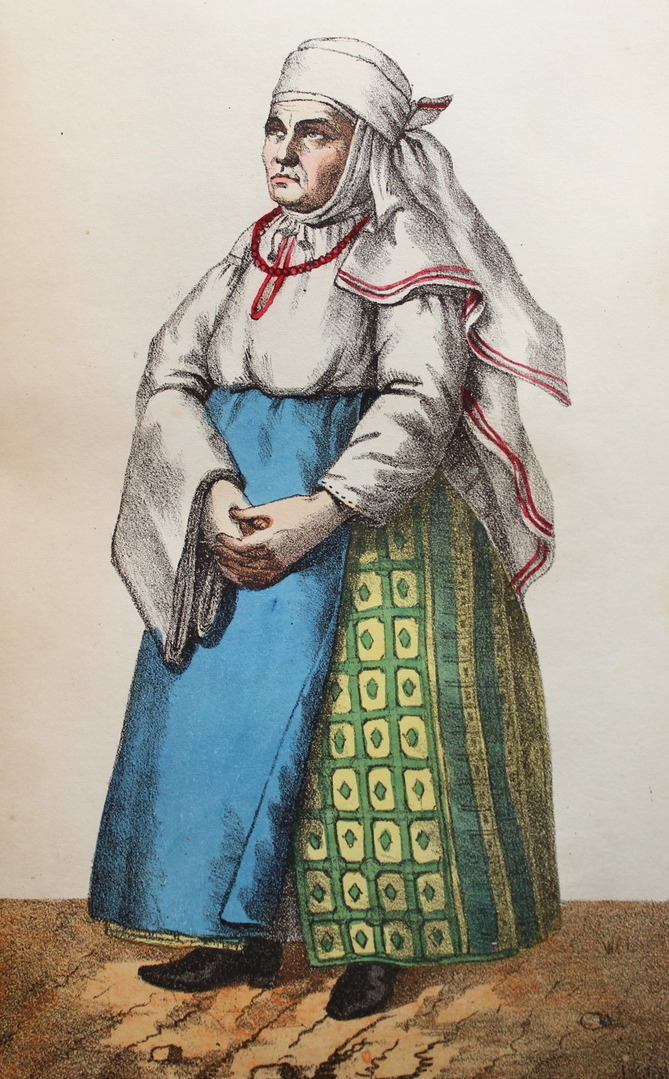
Українська селянка

Як вже було зазначено, сільське господарство залишалося основною галуззю української економіки. Однією з основних причин Хмельниччини була антифеодальна боротьба вітчизняного селянства. Тому відразу ж після утворення власної держави, уся власність старої польської магнатської шляхти була експропрійована народом. Було вигнано магнатів, шляхту, орендарів, а їхні землі, робоча худоба, реманент шляхом займанщини перейшли у користування козаків, селян, міщан, державної адміністрації. Законодавство Речі Посполитої втратило силу і селяни стали вільними. Тимчасове часткове повернення до старих феодальних норм після поразки 1651 р. під Берестечком та Білоцерківської угоди тільки підсилило спротив селянства «дідичним панам». Остаточно на території Української держави фільварково-панщинна система господарювання, земельна власність королівщини, польських та українських магнатів і шляхти, католицької церкви були ліквідовані після перемоги в Батозькій битві (1652 p.).
Основна частина звільнених територій (а це був значний земельний фонд: королівщині належало близько 150 міст і містечок, магнати і шляхта володіли приблизно 1500, а католицька церква — 50 маєтками), а також незаселені землі перейшли до загальнодержавного фонду, що був у володінні Скарбу Війська Запорозького — складової частини апарату гетьмансько-старшинської адміністрації. Верховним розпорядником землі був гетьман, на місцях розпоряджалися нею полковники і сотники. У приватному володінні залишалися землі православних монастирів і вищого духовенства, дрібної шляхти, козаків і міщан.
Особисто вільні селяни мали сплачувати казні податок у вигляді грошового чиншу. Селяни вільних військових сіл вважали землю, яку обробляли, своєю власністю. В другій половині XVII — на початку XVIII ст. її вільно передавали у спадок, дарували, продавали, купували. В приватновласницьких, тимчасово-умовних володіннях право селян на користування землею було обмежене, а при купівлі-продажу землі передавалося лише право на її володіння з наявними примусами на користь власників землі.
Після Визвольної війни, 80—90% селян мали землю. За матеріалами Рум'янцевського опису Малоросії (1765–1769 pp.), старшинські, монастирські, казенні селяни поділялися на тих, хто мав землю, і безземельних. Власники наділів передавали землю у спадок, в оренду, купували та продавали, організовували хутори. Зросла чисельність заможних селян, які сконцентрували значну частину надільної землі та худоби. Безземельні посполиті або займалися землеробством на старшинській, монастирській, казенній землі, що виділялась їм у тимчасове користування, або жили за рахунок продажу робочої сили.
Деякі безземельні селяни тримали багато худоби, пасік, займалися ремеслами, промислами. Окремі з них мали до 30—40 голів рогатої худоби, 20—30 свиней, 30—40 коней, до 300 овець. Деякі селяни, так звані служителі, не мали ніякого господарства і постійно жили в маєтках старшини або «на пропитання», або за річну плату (2—10 крб.).

### Старшинське землеволодіння

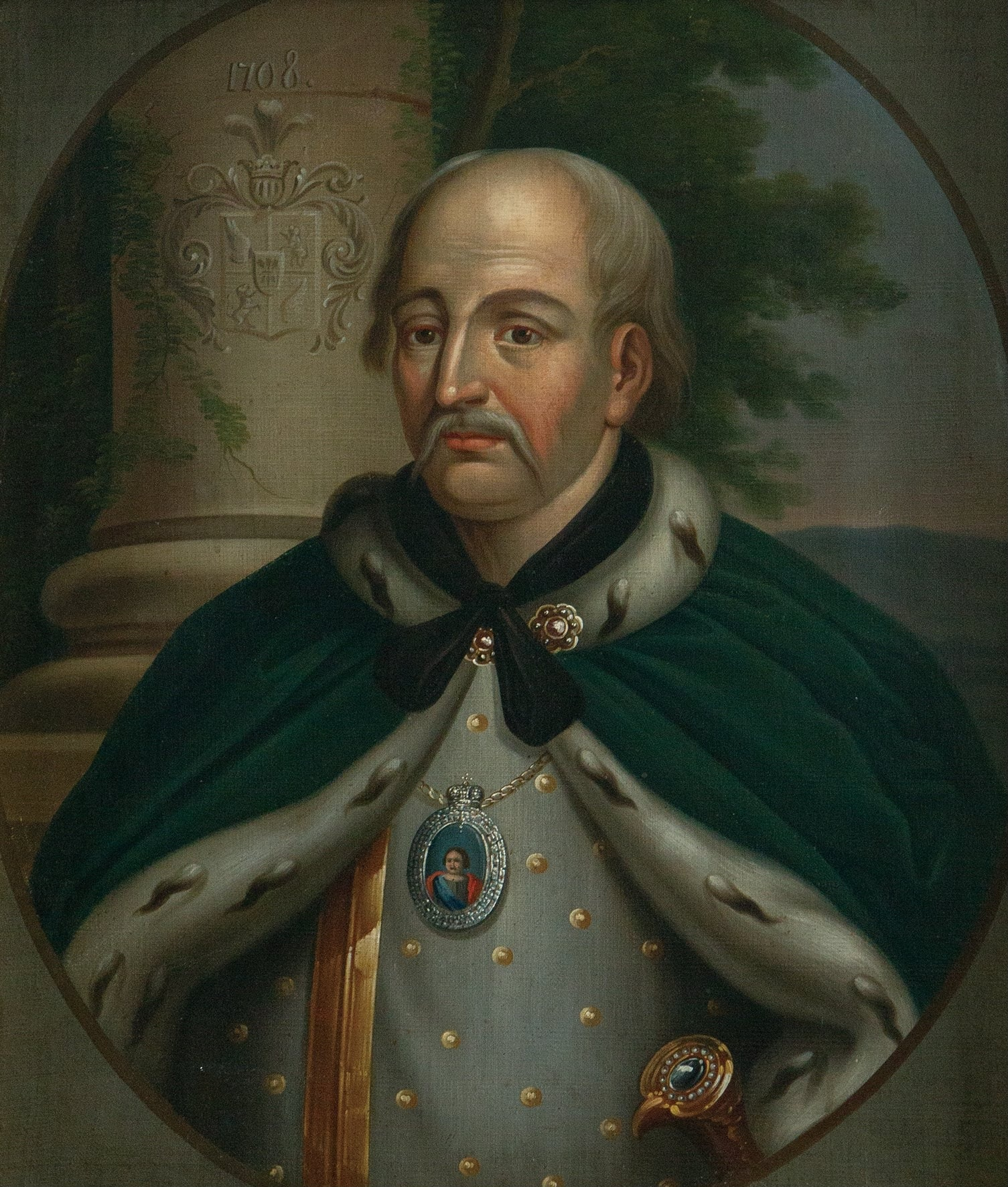
Іван Скоропадський. Один із найбільших землевласників, мав близько 20 тисяч селян.

«Визвольна війна Богдана Хмельницького призвела не тільки до радикального перерозподілу власності, але й до появи нової соціальної верстви великих землевласників – козацької старшини. Саме ця верства визначала економічний розвиток України й формування в ній торговельного капіталізму. Основна маса селян і козаків не могла пристосуватися до нових умов підприємництва й ведення господарства, займаючи пасивну позицію, чим забезпечила практично повне домінування старшини в економіці України другої половини XVII – першої половини XVIII століття»

Із самого початку існування держави, старшинське землеволодіння існувало в двох формах: приватній (спадковій) і ранговій (тимчасовій). Намагання старшини заволодіти маєтками вигнаних польських та українських панів не знаходили підтримки у Б. Хмельницького, який у своїй політиці враховував інтереси спадкового козацтва, непримиренність селян і простих козаків до відновлення феодального землеволодіння. Старшина збільшувала землеволодіння за рахунок займанщини, купівлі землі у козаків, селян. Як винагороду за несення служби у козацькому війську старшина отримувала на «ранг» (посаду) землі, села і містечка з державного земельного фонду. Це були тимчасові володіння, подібні до західноєвропейського бенефіція.
Пізніше, гетьмани активно включилися у поступовий розподіл державних земель між своїми прибічниками. Про зростання старшинського землеволодіння в другій половині XVII — на початку XVIII ст. свідчать дані «Генерального слідства про маєтності», проведеного в 1729–1730 pp. з метою впорядкування земельних відносин. Лише у Чернігівському, Стародубському, Ніжинському, Переяславському, Лубенському полках до 1708 p. у власність старшини перейшло 518 населених пунктів.
У 30-х роках XVIII ст. вже понад 35% оброблюваних земель Гетьманщини були приватною власністю старшини. Джерелами зростання старшинського землеволодіння були: займанщина вільних земель; придбання, часто примусове, або загарбання козацьких і селянських земель; гетьманські надання і пожалування царського уряду «за службу великому государю» з фонду вільних військових маєтностей. За гетьмана Данила Апостола основний земельний фонд було роздано. Відмінність між спадковим і тимчасово умовним володінням практично зникла.

### Монастирське землеволодіння
Протягом другої половини XVII — першої чверті XVIII ст. значно зросло монастирське і церковне землеволодіння за рахунок придбання й захоплення козацько-селянських та громадських земель. За даними «Генерального слідства про маєтності», в 1729–1730 pp. у 9 полках (крім Стародубського) монастирям належало 305 маєтків i 11 073 подвір'їв посполитих, що становило понад 20% загальної кількості подвір'їв.
Гетьмансько-старшинська адміністрація намагалась обмежити монастирське землеволодіння. З подання гетьмана Д. Апостола царський уряд указом 1728 p. заборонив духовним землевласникам купувати землю, лише приватним особам дозволив заповідати її монастирям. Монастирі мали монопольне право на винокуріння і торгівлю горілкою в своїх маєтках. Церква домоглася права на безплатне володіння частиною громадських земель у вигляді дарувань. Общини виділяли священикам подвір'я, поля, сіножаті для ведення господарства.

## Промисловість
XVII–XVIII ст. були періодом бурхливого процесу виникнення і розвитку міст, зростання їх ролі в господарському житті України. Проте на відміну від міст Західної Європи вони зберігали феодально-аграрний характер, були невеликими. Процес формування промислово-торговельного населення йшов повільно. За даними перепису 1666 p., в 36 містах Лівобережної України 26% жителів були ремісниками. Внаслідок політики московської влади, що обмежувала розвиток української промисловості, в кінці XVIII ст. серед населення Гетьманщини ремісники становили незначну кількість: у Чернігові — 4,5%, у Гадячі — 16% всіх жителів. Значними ремісничими центрами були Ніжин — 42,3% дворів ремісників, Стародуб — 48,5%. У Києві працювало 4 тис. ремісників.«Перші комерційні партнерства почали створювати в ХVII ст. на млинах, руднях тощо»
У 20-х роках XVIII ст. в Гетьманщині під впливом перетворень Петра І почалося будівництво великих централізованих мануфактур. Виникнення мануфактур відбувалося двома шляхами: дрібні підприємства перетворювалися на великі самостійні виробництва, майстерні підпорядковувалися торговому капіталу, який активно проникав у виробництво.
Особливо сприятливим середовищем для виникнення мануфактурного виробництва були міські та сільські промисли. Вони не обмежувалися цеховими майстернями, тому були придатнішими для впровадження нових механічних процесів, прогресивних форм організації виробництва й праці. Формувалися кадри постійних робітників, які жили за рахунок заробітків у промисловості.
Розвивалося винокуріння (ґуральництво, броварство, медоваріння). Сировиною для виготовлення горілки і пива були жито, ячмінь, гречка, овес, пшениця. Дрібні ґуральні та пивоварні діяли в кожному фільварку, маєтку, селі України. Винокуріння давало прибуток в 2—4 рази більший, ніж продаж хліба. В кінці XVIII ст. налічувалося понад 10 тис. ґуралень.
У Гетьманщині та Слобожанщині винокурні належали монастирям, козацькій старшині, купцям, міщанам, козакам і селянам. На кінець XVIII ст. винокуріння повністю перейшло до дворянства. У XVIII ст. більшість винокурень мала дрібнотоварний характер. Певна їх частина за розмірами і обладнанням належала до початкових форм мануфактур. Це були великі винокурні (гожельні), їх обслуговували в середньому 14 осіб. Винокуріння мало високий ступінь товарності. Купували сировину, паливо, обладнання, продавали продукцію — в шинках уроздріб, збували оптом. Продовжувало розвиватися металургійне виробництво, найпоширенішою формою якого були рудні промисли.
Особливе місце в промисловості належало виробництву селітри. Осередком цього промислу були басейни річок Псла, Ворскли, Орелі, нижнього Дніпра та Бугу, райони поблизу Чугуїва і Путивля. У період польсько-шляхетського панування існувало майже 20 селітроварень, виробництво на яких було монополізовано урядом Польщі. Під час Визвольної війни середини XVII ст. селітровими заводами керувало козацьке військо. У XVIII ст. будувалися казенні та приватні селітряні варниці, що належали козацькій старшині, козакам і городянам. Сировиною для одержання селітри була земля городищ, старих могил, фортечних валів і попіл. З 40-х років XVIII ст. поширився штучний буртовий спосіб виготовлення селітри. З кінця 30-х років XVIII ст. були організовані селітряні компанії: Опошнянська (об'єднувала селітрозаводчиків м. Опішні), купця Щедрова, Російська (заводи були в Харківській губернії та в Полтавському полку) та ін. Основним покупцем української селітри в XVIII ст. була Російська скарбниця. Примусова система збуту негативно впливала на розвиток селітроваріння. Великою була заборгованість скарбниці власникам заводів. Лише в 90-х роках XVIII ст. був дозволений вільний продаж селітри, що залишалася від постачання у скарбницю. Це сприяло розширенню селітроваріння.

## Грошові одиниці Гетьманщини

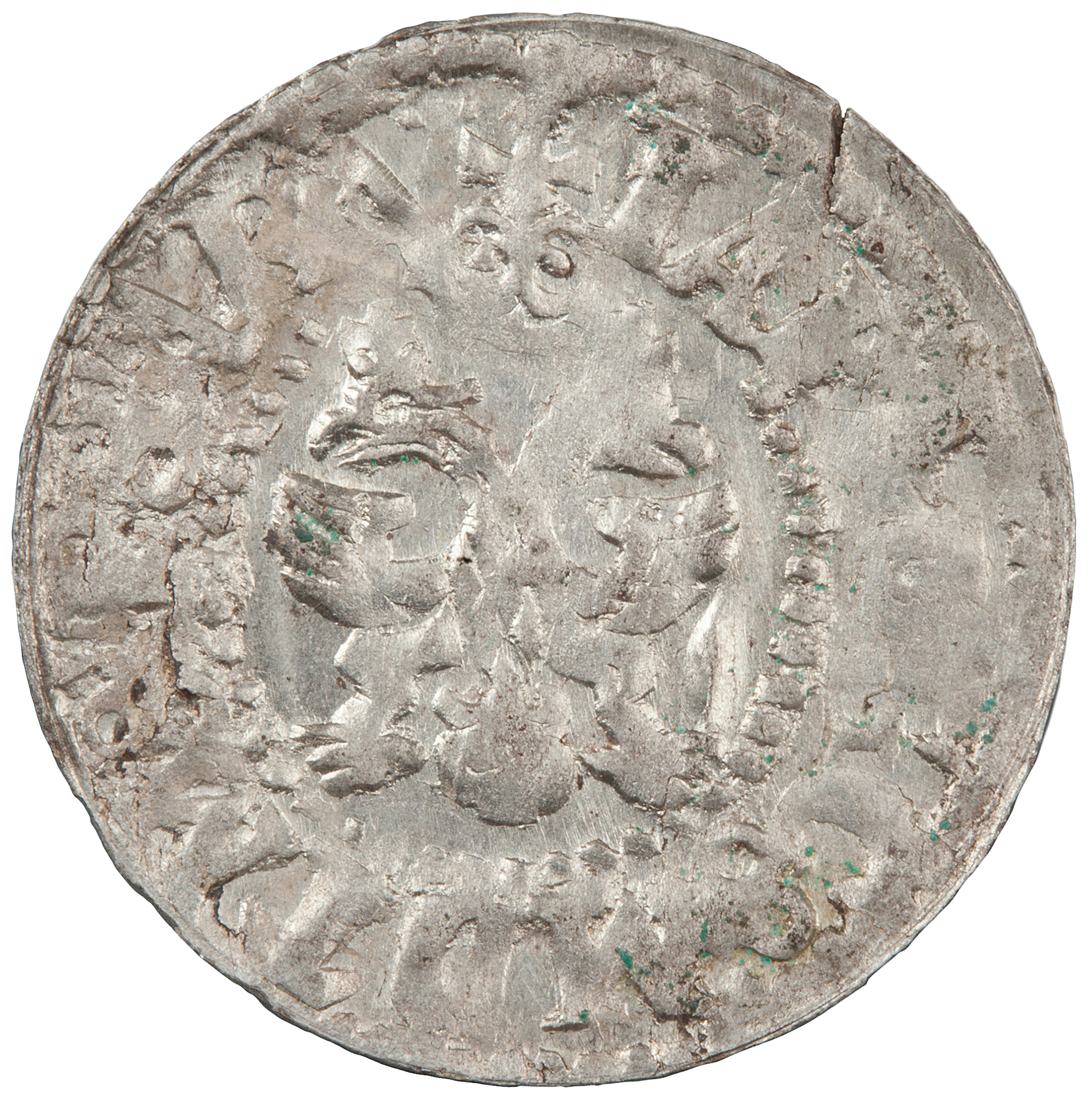
Севський чех

В писемних джерелах існують певні згадки спроби карбування власної монети в Україні в XVII столітті. Логічно припустити, що в ході визвольної боротьби українського народу виникли всі передумови для карбування монет. В 1649 р. російський посол Григорій Кунаков передає в Москву свідчення, що «в Чигирине де учинил Богдан Хмельницкий мынзу и деньги делают; а на тех новых деньгах на одной стороне мечь, а на другой стороне его Богданово имя». Схожі послання польському королю Яну Казиміру надіслав 29 жовтня 1652 р. Станіслав Потоцький: «Хмельницкий вмешивается в дела вашей королевской милости: чеканит деньги». Французька газета «Gazette de France» від 21 грудня 1652 р. також повідомляє, що «казацкий гетман начал чеканить на Украине монету на свой лад, чем вызвал протест польского короля». Найвірогіднішою видається гіпотеза, що було викарбувано для проби невелику кількість монет, але через низку причин українська національна валюта в середині XVII ст. так і не з'явилася. Принаймні, досі таких монет не знайдено чи вони не виділені серед величезного комплексу нумізматичного матеріалу XVII століття. Існує припущення, що на рішення гетьмана карбувати власну монету вплинули Переяславські переговори із Росією.
Наступна спроба карбувати власну монету була здійснена через 20 років. За пропозицією гетьмана Івана Самойловича, в 1675 році московський уряд з метою вилучення іноземної монети дозволяє випуск особливої монети для України. Монети повинні карбуватися на зразок польського півторака-чеха у м. Путивлі. Однак тоді до виробництва монет не дійшло. І лише в 1686–1687 роках чехи були викарбувані на монетному дворі у м.Севську (Орловська область).
Замість щита з польсько-литовськими гербами, севські чехи містять московського двоглавого орла, навкруги ініціали (латиною) імен і титулів царів Івана і Петра Олексійовичів. На зворотному боці, як і на польських чехах-півтораках, — держава, навкруги якої легенда з позначенням міста карбування — Севська і року. Севські чехи призначалися для обігу в Україні. Але, зважаючи на їхню дуже низьку якість, вони були майже мідними, населення відмовлялося їх приймати. У різних місцях виникли небезпечні заворушення, і московський уряд був змушений у 1687 році видати указ про заборону і вилучення севських чехів. Зараз севські чехи становлять величезну рідкість.

## Ярмаркова справа
Зрушення в сільському господарстві, ремеслах і промисловості України зумовлювали пожвавлення торгівлі, розвиток економічних зв'язків між різними населеними пунктами, ринками і землями. Чим глибшим був суспільний поділ праці, тим більшою ставала потреба різних соціальних та професійних груп у виробничому спілкуванні. Неабияку роль у цьому відігравали міські торги та базари, на які приїжджали переважно жителі навколишніх сіл і міст. На них скуповували товар оптом для продажу на ярмарках та вроздріб. Право проводити торги на базарах надавалося містам, містечкам і селам спеціальними привілеями. Кількість їхня постійно зростала. На кінець XVIII ст. на території Лівобережної України — щорічно діяло 8680 базарів та торгів.